# Baeacis annulatus
Baeacis annulatus är en stekelart som beskrevs av Granger 1949. Baeacis annulatus ingår i släktet Baeacis och familjen bracksteklar. Inga underarter finns listade.